# Dansk Melodi Grand Prix 2019
Der 49. Dansk Melodi Grand Prix fand am 23. Februar 2019 in der Jyske Bank Boxen in Herning statt und war der dänische Vorentscheid für den Eurovision Song Contest 2019 in Tel Aviv (Israel). Es war das fünfte Mal, dass Herning den Vorentscheid austrug. Die Sendung wurde von Johannes Nymark und Kristian Gintberg moderiert.

## Format

### Konzept
Am 10. August 2018 bestätigte DR die Teilnahme Dänemarks am Eurovision Song Contest 2019.
Der Modus der letzten Jahre wird beibehalten. Zehn Teilnehmer werden von einer Gruppe aus Eurovision-Experten ausgewählt und treten dann in einem Finale gegeneinander an. Wie im Vorjahr wird es zwei Abstimmungsrunden geben. In der ersten Runde wurden durch SMS-Voting und eine professionelle Jury drei Songs für das Super-Finale ausgewählt. Auch in der zweiten Runde bestimmten die Zuschauer und die Jury zu je 50 % die Platzierungen. Dort entscheidet sich dann somit, wer Dänemark beim Eurovision Song Contest 2019 repräsentieren wird.

### Beitragswahl
Das Fenster zum Einreichen von Beiträgen öffnete am 22. August 2018 und schloss am 26. September 2018 wieder. Wie viele Beiträge DR erhalten hat, wurde nicht bekanntgegeben.
Die Interpreten wurden am 31. Januar 2019 offiziell vorgestellt.

## Teilnehmer

### Finale
Die Veranstaltung fand am 23. Februar 2019 in der Jyske Bank Boxen in Herning statt, die 15.000 Zuschauern Platz bot. Die Moderation wurde dabei von Johannes Nymark und Kristian Gintberg übernommen. Nymark moderierte bereits 2017 und 2018 die Vorentscheidung, während Gintberg sein Debüt als DMGP-Moderator gab.
| Startnr. | Interpret       | Lied Musik (M) und Text (T)                                                                                   | Sprache                                 | Übersetzung (Inoffiziell)       | Bild            |
| -------- | --------------- | --- | --------------------------------------- | ------------------------------- | --------------- |
| 01       | Simone Emilie   | Anywhere M/T: Jeanette Bonde, Fred Miller, Fredrik Sonefors                                                   | Englisch                                | Irgendwo                        | Simone Emelie   |
| 02       | Jasmin Gabay    | Kiss Like This M/T: Lise Cabble, Clara Sofie Fabricius, Fredrik Sonefors                                      | Englisch, Spanisch                      | Kuss wie dieser                 | Jasmin Gabay    |
| 03       | Rasmus Faartoft | Hold My Breath M/T: Martin Skriver, Tim Schou, Thomas Agerholm, Sebastian Owens, Benjamin Rønn, Marcus Elkjer | Englisch                                | Halte meinen Atem               | Rasmus Faartoft |
| 04       | Marie Isabell   | Dancing With You In My Heart M/T: Greg C. Curtis, Miguel Garcia, Petrus Wessman, John Ballard                 | Englisch                                | Mit dir in meinem Herzen tanzen | Marie Isabell   |
| 05       | Sigmund         | Say My Name M/T: Christoffer Stjerne, Abigail F. Jones                                                        | Englisch                                | Sage meinen Namen               | Sigmund         |
| 06       | Humørekspressen | Dronning af Baren M/T: Christian Kroman, Søren Schou, Chang Il Kim, Peter Lützen                              | Dänisch                                 | Königin der Bar                 | Humørekspressen |
| 07       | Julie & Nina    | League of Light M/T: Julie Berthelsen, Nina Kreutzmann Jørgensen, Marcus Winther-John, Joachim Ersgaard       | Englisch, Grönländisch                  | Liga des Lichtes                | Julie & Nina    |
| 08       | Teit Samsø      | Step It Up M/T: Christoffer Stjerne, Lise Cabble, Nanna Larsen                                                | Englisch                                | Erhöhe es                       | Teit Samsø      |
| 09       | Leonora         | Love is Forever M/T: Lise Cabble, Melanie Wehbe, Emil Lei                                                     | Englisch, Französisch, Dänisch, Deutsch | Liebe ist für immer             | Leonora         |
| 10       | Leeloo          | That Vibe M/T: Laurell Barker, Ludvig Hilarius Brygmann, Maria Marcus                                         | Englisch                                | Diese Stimmung                  | Leeloo          |

 Kandidat hat sich für das Super-Finale qualifiziert.

### Super-Finale
Im Super-Finale erhielt der Titel Love Is Forever vorgetragen von Leonora die meisten Stimmen und gewann damit die Vorentscheidung.
| Platz | Startnr. | Interpret    | Lied Musik (M) und Text (T)                                                                             | Ergebnis (in Prozent) | Ergebnis (in Prozent) | Ergebnis (in Prozent) |
| Platz | Startnr. | Interpret    | Lied Musik (M) und Text (T)                                                                             | Jury                  | Zuschauer             | Gesamt                |
| ----- | -------- | ------------ | --- | --------------------- | --------------------- | --------------------- |
| 1.    | 3        | Leonora      | Love is Forever M/T: Lise Cabble, Melanie Wehbe, Emil Lei                                               | 24 %                  | 18 %                  | 42 %                  |
| 2.    | 2        | Julie & Nina | League of Light M/T: Julie Berthelsen, Nina Kreutzmann Jørgensen, Marcus Winther-John, Joachim Ersgaard | 12 %                  | 23 %                  | 35 %                  |
| 3.    | 1        | Sigmund      | Say My Name M/T: Christoffer Stjerne, Abigail F. Jones                                                  | 14 %                  | 09 %                  | 23 %                  |